# Cirdisroes
Cirdisroes ou Cirdistro (em grego clássico: Κιρδιστρω; romaniz.: Kirdistro; em parta: krtsrw; romaniz.: Kerdsraw) foi um oficial sassânida do século III, ativo durante o reinado do xá Sapor I (r. 240–270). É conhecido apenas a partir da inscrição Feitos do Divino Sapor segundo a qual era vitaxa (vice-rei). Ele aparece numa lista de dignitários da corte de Sapor e está classificado na trigésima segunda posição. Talvez fosse pai de Artaxer, citado na mesma lista.